# Albert Kropf
Albert Kropf (* 27. März 1822 in Potsdam; † 20. Dezember 1910 in Bethel bei Stutterheim, Südafrika) war ein deutscher Missionar in Südafrika. Grundlegende Arbeiten verfasste er über das Volk der Xhosa sowie über deren Geistliche, die er als „Lügenpropheten des Kaffernlandes“ bezeichnete. Er gab auch ein Wörterbuch des Xhosa (A Kaffir-English Dictionary) heraus, einer Sprache, die damals als Kaffern- bzw. Kaffersprache (engl. Kaffir bzw. Kafir) bezeichnet wurde.

## Zitat
„Je mehr sich Christentum und Zivilisation unter den Kaffern ausbreiten,
um so mehr wird das Kaffertum durch diese Mächte teils seiner
Ursprünglichkeit entkleidet, teils gänzlich umgeformt und zerstört. Es
möchte deshalb wohl an der Zeit sein, das Kaffertum mit seinen
Gesetzen, Sitten und Gebräuchen, wie es ursprünglich war und noch vor
50 Jahren den Missionaren entgegentrat, für die Völkerkunde zu
verzeichnen, und seine Geschichte als einen Spiegel den neuesten
Kolonisationsbestrebungen vorzuhalten.“ (Albert Kropf: Das Volk der Xosa-Kaffern … (Vorwort))

## Hauptwerke
- Das Volk der Xosa-Kaffern im östlichen Südafrika und seine Geschichte, Eigenart, Verfassung und Religion. Ein Beitrag zur afrikanischen Völkerkunde. Berliner evangelische Missions-Gesellschaft, Berlin 1889
- Die Lügenpropheten des Kafferlandes. 2. Aufl., Berliner evangelische Missions-Gesellschaft, Berlin 1896 (1891?)
- Ntsikana, der Erstling aus den Kaffern und ein Prophet unter seinem Volk. 2. Aufl., Berlin 1891
- A Kaffir-English Dictionary (1899). Kessinger Publishing Co., Reprint 2008, ISBN 978-1-4367-3512-4
- A Kafir-English Dictionary. 2nd ed., Lovedale Mission Press, Lovedale 1915